# JoJo i Babcia
JoJo i Babcia (ang. JoJo & Gran Gran) – brytyjski serial animowany, w Polsce emitowany na kanale CBeebies. Jest on inspirowany książkami autorstwa Laury Henry Allain pt. „Jo-Jo and Gran-Gran, All in a Week”

## Fabuła
Prawie pięcioletnia Jojo ma mądrą, kochającą i czułą babcię. Mieszkają one blisko siebie i często się widują. Babcia ma dużo ciekawych pomysłów na różne zabawy. Dzięki niej JoJo dowiaduje się m.in., czym jest upływ czasu, cykl życia oraz zmienność pór roku. Podczas pieczenia ciasta przekonuje się, że czasem wystarczy poczekać na efekty pracy.

## Obsada
- Taiya Samuel – JoJo
- Cathy Tyson  – Babcia[2]
- Ashley Joseph – Jared
- Teresa Gallagher – Cynthia
- Sean Connolly – Ezra
- Inel Tomlinson – Terrence
- Llewella Gideon – Prababcia[3][4]

## Wersja polska
Opracowanie i udźwiękowienie wersji polskiej: Studio Sonica
Reżyseria: Izabella Bukowska-Chądzyńska
Dialogi polskie:
- Julia Zduń,
- Ewa Piwowarska

Dźwięk i montaż:
- Karol Piwowarski,
- Maciej Sapiński

Kierownictwo muzyczne: Karol Piwowarski
Kierownictwo produkcji: Agnieszka Kudelska
Wystąpili:
- Justyna Bojczuk – JoJo
- Anna Apostolakis – Babcia

W pozostałych rolach:
- Damian Kulec – Jared
- Michał Konarski – Ezra (odc. 13)
- Miriam Aleksandrowicz
- Izabella Bukowska-Chądzyńska
- Klementyna Umer
- Joanna Pach
- Beniamin Lewandowski
- Jakub Strach

i inni
Lektor tyłówki: Izabella Bukowska-Chądzyńska

## Pochodzenie głównych bohaterek
JoJo, tak jak jej babcia, ma pochodzenie karaibskie. Konkretnie mowa tu o Saint Lucia. Mieszka tam prababcia JoJo.